# Championnat de France féminin de football de deuxième division 1998-1999
Navigation
Édition précédente Édition suivante
Le National 1B 1998-1999  est la 11e édition du championnat de France féminin de football de seconde division. 
Le deuxième niveau du championnat féminin oppose trente clubs français répartis en trois groupes de dix clubs, en une série de dix-huit rencontres jouées durant la saison de football. En fin de saison, les meilleures équipes de chaque groupe s'affrontent lors d'un tournoi final, où chaque équipe affronte à une seule fois les deux autres.
Les trois clubs participants au tournoi final montent en National 1A lors de la saison suivante alors que les deux derniers clubs de chaque groupe sont relégués en championnat interrégional.
Lors de l'exercice précédent, le Celtic de Beaumont, le Stade quimpérois et le VGA Saint-Maur ont été relégués après avoir fini aux trois dernières places de National 1A. L'AS Grièges-PdV, l'Herblay FAS, l'AS Reds Valenton, le FCF Valence, l'ESTC Poitiers, le SC Le Rheu, ont quant à eux, gagné le droit d'évoluer dans ce championnat après avoir terminé aux premières places de leurs groupes de championnat interrégional.  
La compétition est remportée par le Saint-Memmie Olympique qui est promu en compagnie du FC Félines Saint-Cyr et du Stade quimpérois. Dans le bas du classement, l'AS Nancy-Lorraine, l'AS Reds Valenton, l'US Villers-les-Pots, le Saint-Herblain OC, le FC Gujan Mestras et l'Herblay FAS  sont relégués en championnat interrégional. Le FCF Le Puy est rétrogradé administrativement, alors que l'AS Moulins est dissoute et remplacée par le FCF Nord Allier Yzeure.

## Participants
Ce tableau présente les trente équipes qualifiées pour disputer le championnat 1998-1999. On y trouve le nom des clubs, la date de création du club, l'année de la dernière accession à cette division, le nom des stades ainsi que la capacité de ces derniers.
Le championnat comprend trois groupes de dix équipes.
Légende des couleurs
- Relégué de National 1A.
- Promu de championnat interrégional.

| \| Saint-Memmie Olympique SC Schiltigheim Paris SG FCF Hénin-Beaumont US Compiègne VGA Saint-Maur FOS Hem Herblay FAS I AS Nancy-Lorraine AS Reds Valenton \| Localisation des clubs engagés dans le groupe A. |
| Saint-Memmie Olympique SC Schiltigheim Paris SG FCF Hénin-Beaumont US Compiègne VGA Saint-Maur FOS Hem Herblay FAS I AS Nancy-Lorraine AS Reds Valenton                                                        |

| Nom du club            | Date de création | Dernière accession | Classement 1997-1998 | Stade                           | Capacité |
| ---------------------- | ---------------- | ------------------ | -------------------- | ------------------------------- | -------- |
| VGA Saint-Maur         | 1968             | 1998               | N1A                  | Stade Adolphe-Chéron            | -        |
| Saint-Memmie Olympique | -                | 1997               | 2 (Gr A)             | -                               | -        |
| FCF Hénin-Beaumont     | 1972             | 1996               | 3 (Gr A)             | Stade Octave-Birembaut          | 3 000    |
| SC Schiltigheim        | -                | 1997               | 4 (Gr A)             | -                               | -        |
| Paris SG               | 1971             | 1995               | 5 (Gr A)             | Stade Georges Lefevre           | 3 500    |
| AS Nancy-Lorraine      | -                | 1995               | 7 (Gr A)             | Stade Marcel-Picot (Annexe)     | -        |
| US Compiègne           | 1988             | 1994               | 8 (Gr A)             | Stade de Mercières              | -        |
| FOS Hem                | 1970             | 1997               | 9 (Gr A)             | -                               | -        |
| Herblay FAS            | -                | 1998               | CIR                  | Stade Municipal des Beauregards | -        |
| AS Reds Valenton       | -                | 1998               | CIR                  | -                               | -        |

| \| FC Félines Saint-Cyr UFF Besançon Celtic de Beaumont ES Vitrolles AS Moulins FCF Valence FCF Monteux FCF Le Puy AS Grièges-PdV US Villers-les-Pots \| Localisation des clubs engagés dans le groupe B. |
| FC Félines Saint-Cyr UFF Besançon Celtic de Beaumont ES Vitrolles AS Moulins FCF Valence FCF Monteux FCF Le Puy AS Grièges-PdV US Villers-les-Pots                                                        |

| Nom du club          | Date de création | Dernière accession | Classement 1997-1998 | Stade             | Capacité |
| -------------------- | ---------------- | ------------------ | -------------------- | ----------------- | -------- |
| Celtic de Beaumont   | 1970             | 1998               | N1A                  | Stade Saint-Menet | -        |
| FCF Monteux          | 1981             | 1997               | 2 (Gr B)             | Stade Bertier     | -        |
| ES Vitrolles         | -                | 1996               | 3 (Gr B)             | -                 | -        |
| UFF Besançon         | -                | 1992               | 4 (Gr B)             | -                 | -        |
| FC Félines Saint-Cyr | -                | 1995               | 5 (Gr B)             | -                 | -        |
| AS Moulins           | -                | 1997               | 6 (Gr B)             | -                 | -        |
| US Villers-les-Pots  | -                | 1992               | 7 (Gr B)             | -                 | -        |
| FCF Le Puy           | -                | 1996               | 8 (Gr B)             | -                 | -        |
| AS Grièges-PdV       | -                | 1998               | CIR                  | -                 | -        |
| FCF Valence          | -                | 1998               | CIR                  | -                 | -        |

| \| Stade quimperois ES Cormelles-le-Royal Tours EC ASPTT Vannes SC Le Rheu FCF Condéen ES Rochelaise ESTC Poitiers Saint-Herblain OC FC Gujan Mestras \| Localisation des clubs engagés dans le groupe C. |
| Stade quimperois ES Cormelles-le-Royal Tours EC ASPTT Vannes SC Le Rheu FCF Condéen ES Rochelaise ESTC Poitiers Saint-Herblain OC FC Gujan Mestras                                                        |

| Nom du club           | Date de création | Dernière accession | Classement 1997-1998 | Stade                               | Capacité |
| --------------------- | ---------------- | ------------------ | -------------------- | ----------------------------------- | -------- |
| Stade quimpérois      | 1971             | 1999               | N1A                  | Stade de Kerhuel                    | 2 040    |
| FCF Condéen           | 1978             | 1995               | 2 (Gr C)             | Stade Robert Gossart                | -        |
| Saint-Herblain OC     | 1973             | 1997               | 3 (Gr C)             | Stade Val de Chézine                | 300      |
| ES Cormelles-le-Royal | 1953             | 1992               | 4 (Gr C)             | Stade Municipal                     | -        |
| ES Rochelaise         | -                | 1997               | 5 (Gr C)             | -                                   | -        |
| ASPTT Vannes          | -                | 1994               | 6 (Gr C)             | -                                   | -        |
| FC Gujan Mestras      | -                | 1995               | 7 (Gr C)             | -                                   | -        |
| Tours EC              | -                | 1997               | 8 (Gr C)             | Stade de la Vallée du Cher (Annexe) | -        |
| SC Le Rheu            | -                | 1998               | CIR                  | -                                   | -        |
| ESTC Poitiers         | 1970             | 1998               | CIR                  | Stade Jean-Luc Gaboreau             | -        |

## Compétition

### Classement
Le classement est calculé avec le barème de points suivant : une victoire vaut quatre points, le match nul deux et la défaite un.
Critères appliqués pour départager en cas d'égalité au classement :
1. classement aux points des matchs joués entre les clubs ex æquo ;
2. différence entre les buts marqués et les buts concédés par chacun d’eux au cours des matchs qui les ont opposés ;
3. différence entre les buts marqués et les buts concédés sur la totalité des matchs joués dans le championnat ;
4. plus grand nombre de buts marqués sur la totalité des matchs joués dans le championnat ;
5. en cas de nouvelle égalité, une rencontre supplémentaire aura lieu sur terrain neutre avec, éventuellement, l’épreuve des tirs au but.

Classement du Groupe A
| Rang | Équipe                 | Pts | J  | G | N | P | Bp | Bc | Diff |
| ---- | ---------------------- | --- | -- | - | - | - | -- | -- | ---- |
| 1    | Saint-Memmie Olympique | 63  | 18 | 0 | 0 | 0 | 0  | 0  | 0    |
| 2    | SC Schiltigheim        | 62  | 18 | 0 | 0 | 0 | 0  | 0  | 0    |
| 3    | Paris SG               | 53  | 18 | 0 | 0 | 0 | 0  | 0  | 0    |
| 4    | FCF Hénin-Beaumont     | 53  | 18 | 0 | 0 | 0 | 0  | 0  | 0    |
| 5    | US Compiègne           | 48  | 18 | 0 | 0 | 0 | 0  | 0  | 0    |
| 6    | VGA Saint-Maur R       | 47  | 18 | 0 | 0 | 0 | 0  | 0  | 0    |
| 7    | FOS Hem                | 35  | 18 | 0 | 0 | 0 | 0  | 0  | 0    |
| 8    | Herblay FAS P          | 35  | 18 | 0 | 0 | 0 | 0  | 0  | 0    |
| 9    | AS Nancy-Lorraine      | 22  | 18 | 0 | 0 | 0 | 0  | 0  | 0    |
| 10   | AS Reds Valenton P     | 21  | 18 | 0 | 0 | 0 | 0  | 0  | 0    |

|  | Promu en National 1A et qualifié pour le tournoi final. |
|  | Relégué en championnat interrégional. |
|  | R Relégué de National 1A P Promu de championnat interrégional. Pts points ; G victoires ; N match nuls ; P défaites Bp buts marqués ; Bc buts encaissés ; Diff différence de buts |

Classement du Groupe B
| Rang | Équipe               | Pts | J  | G  | N | P  | Bp | Bc | Diff |
| ---- | -------------------- | --- | -- | -- | - | -- | -- | -- | ---- |
| 1    | FC Félines Saint-Cyr | 58  | 18 | 13 | 1 | 4  | 52 | 23 | +29  |
| 2    | UFF Besançon         | 54  | 18 | 11 | 3 | 4  | 35 | 18 | +17  |
| 3    | Celtic de Beaumont R | 52  | 18 | 10 | 4 | 4  | 48 | 29 | +19  |
| 4    | ES Vitrolles         | 51  | 18 | 10 | 3 | 5  | 47 | 25 | +22  |
| 5    | AS Moulins           | 44  | 18 | 7  | 5 | 6  | 32 | 28 | +4   |
| 6    | FCF Valence P        | 42  | 18 | 6  | 6 | 6  | 25 | 29 | -4   |
| 7    | FCF Monteux          | 36  | 18 | 5  | 3 | 10 | 30 | 46 | -16  |
| 8    | FCF Le Puy           | 34  | 18 | 5  | 1 | 12 | 23 | 44 | -21  |
| 9    | AS Grièges-PdV P     | 31  | 18 | 3  | 4 | 11 | 17 | 38 | -21  |
| 10   | US Villers-les-Pots  | 31  | 18 | 3  | 4 | 11 | 23 | 52 | -29  |

|  | Promu en National 1A et qualifié pour le tournoi final. |
|  | Relégué en championnat interrégional. |
|  | R Relégué de National 1A P Promu de championnat interrégional. Pts points ; G victoires ; N match nuls ; P défaites Bp buts marqués ; Bc buts encaissés ; Diff différence de buts |

Classement du Groupe C
| Rang | Équipe                | Pts | J  | G | N | P | Bp | Bc | Diff |
| ---- | --------------------- | --- | -- | - | - | - | -- | -- | ---- |
| 1    | Stade quimpérois R    | 60  | 16 | 0 | 0 | 0 | 0  | 0  | 0    |
| 2    | ES Cormelles-le-Royal | 57  | 16 | 0 | 0 | 0 | 0  | 0  | 0    |
| 3    | Tours EC              | 54  | 16 | 0 | 0 | 0 | 0  | 0  | 0    |
| 4    | ASPTT Vannes          | 49  | 16 | 0 | 0 | 0 | 0  | 0  | 0    |
| 5    | SC Le Rheu P          | 48  | 16 | 0 | 0 | 0 | 0  | 0  | 0    |
| 6    | FCF Condéen           | 40  | 16 | 0 | 0 | 0 | 0  | 0  | 0    |
| 7    | ES Rochelaise         | 39  | 16 | 0 | 0 | 0 | 0  | 0  | 0    |
| 8    | ESTC Poitiers P       | 33  | 16 | 0 | 0 | 0 | 0  | 0  | 0    |
| 9    | Saint-Herblain OC     | 27  | 16 | 0 | 0 | 0 | 0  | 0  | 0    |
| 10   | FC Gujan Mestras      | 0   | 0  | 0 | 0 | 0 | 0  | 0  | 0    |

|  | Promu en National 1A et qualifié pour le tournoi final. |
|  | Relégué en championnat interrégional. |
|  | R Relégué de National 1A P Promu de championnat interrégional. Pts points ; G victoires ; N match nuls ; P défaites Bp buts marqués ; Bc buts encaissés ; Diff différence de buts |

### Résultats
Groupe A
| Résultats (▼dom., ►ext.)                                   | Her | Nan | Val | Hén | Hem | PSG | Sch | Mem | Com | S-M |
| Herblay FAS                                                |     | -   | -   | -   | -   | -   | -   | -   | -   | -   |
| AS Nancy-Lorraine                                          | -   |     | -   | -   | -   | -   | -   | -   | -   | -   |
| AS Reds Valenton                                           | -   | -   |     | -   | -   | -   | -   | -   | -   | -   |
| FCF Hénin-Beaumont                                         | -   | -   | -   |     | -   | -   | -   | -   | -   | -   |
| FOS Hem                                                    | -   | -   | -   | -   |     | -   | -   | -   | -   | -   |
| Paris SG                                                   | -   | -   | -   | -   | -   |     | -   | -   | -   | -   |
| SC Schiltigheim                                            | -   | -   | -   | -   | -   | -   |     | -   | -   | -   |
| Saint-Memmie Olympique                                     | -   | -   | -   | -   | -   | -   | -   |     | -   | -   |
| US Compiègne                                               | -   | -   | -   | -   | -   | -   | -   | -   |     | -   |
| VGA Saint-Maur                                             | -   | -   | -   | -   | -   | -   | -   | -   | -   |     |
| - Victoire à domicile - Match nul - Victoire à l'extérieur |     |     |     |     |     |     |     |     |     |     |

Groupe B
Source : Championnat de France de D2 1998-1999 - Groupe B - Calendrier, sur rsssf.com
| Résultats (▼dom., ►ext.)                                   | Bes | Gri | Puy | Bea | Mon | Mou | Fél | Val | Vil | Vit |
| UFF Besançon                                               |     | 1-0 | 2-0 | 3-3 | 1-0 | 1-0 | 3-0 | 3-0 | 1-2 | 1-2 |
| AS Grièges-PdV                                             | 0-4 |     | 2-3 | 4-1 | 2-3 | 1-0 | 0-5 | 0-2 | 3-0 | 1-4 |
| FCF Le Puy                                                 | 1-5 | 1-0 |     | 0-4 | 2-1 | 1-3 | 0-3 | 0-1 | 2-1 | 1-2 |
| Celtic de Beaumont                                         | 2-3 | 0-0 | 4-2 |     | 3-0 | 3-1 | 5-3 | 4-2 | 4-0 | 1-2 |
| FCF Monteux                                                | 1-3 | 1-1 | 4-1 | 3-2 |     | 1-3 | 2-0 | 2-5 | 3-3 | 1-0 |
| AS Moulins                                                 | 3-0 | 0-0 | 3-3 | 1-1 | 1-0 |     | 1-1 | 5-0 | 4-1 | 3-1 |
| FC Félines Saint-Cyr                                       | 3-1 | 5-0 | 2-0 | 1-2 | 4-2 | 6-1 |     | 2-0 | 2-1 | 3-2 |
| FCF Valence                                                | 1-1 | 1-1 | 1-0 | 1-3 | 5-2 | 0-0 | 1-2 |     | 3-2 | 0-0 |
| US Villers-les-Pots                                        | 0-0 | 2-1 | 1-4 | 2-5 | 2-2 | 3-2 | 0-6 | 2-2 |     | 1-2 |
| ES Vitrolles                                               | 0-2 | 5-1 | 5-2 | 1-1 | 8-2 | 5-1 | 2-4 | 0-0 | 6-0 |     |
| - Victoire à domicile - Match nul - Victoire à l'extérieur |     |     |     |     |     |     |     |     |     |     |

Groupe C
| Résultats (▼dom., ►ext.)                                   | Van | Cor | Roc | Guj | Con | Poi | Rhe | S-H | Qui | Tou |
| ASPTT Vannes                                               |     | -   | -   | -   | -   | -   | -   | -   | -   | -   |
| ES Cormelles-le-Royal                                      | -   |     | -   | -   | -   | -   | -   | -   | -   | -   |
| ES Rochelaise                                              | -   | -   |     | -   | -   | -   | -   | -   | -   | -   |
| FC Gujan Mestras                                           | -   | -   | -   |     | -   | -   | -   | -   | -   | -   |
| FCF Condéen                                                | -   | -   | -   | -   |     | -   | -   | -   | -   | -   |
| ESTC Poitiers                                              | -   | -   | -   | -   | -   |     | -   | -   | -   | -   |
| SC Le Rheu                                                 | -   | -   | -   | -   | -   | -   |     | -   | -   | -   |
| Saint-Herblain OC                                          | -   | -   | -   | -   | -   | -   | -   |     | -   | -   |
| Stade quimpérois                                           | -   | -   | -   | -   | -   | -   | -   | -   |     | -   |
| Tours EC                                                   | -   | -   | -   | -   | -   | -   | -   | -   | -   |     |
| - Victoire à domicile - Match nul - Victoire à l'extérieur |     |     |     |     |     |     |     |     |     |     |

### Tournoi final
Le tournoi final du championnat oppose les meilleures équipes de chaque groupe lors d'un mini-tournoi à trois. Les équipes affrontent une seule fois leurs deux adversaires selon un calendrier tiré aléatoirement. 
Le classement est calculé avec le barème de points suivant : une victoire vaut quatre points, le match nul deux en cas de victoire aux tirs au but et un en cas de défaite et la défaite zéro.
Critères de départage en cas d'égalité au classement :
1. classement aux points des matchs joués entre les clubs ex æquo ;
2. différence entre les buts marqués et les buts concédés par chacun d’eux au cours des matchs qui les ont opposés ;
3. différence entre les buts marqués et les buts concédés sur la totalité des matchs joués dans le championnat ;
4. plus grand nombre de buts marqués sur la totalité des matchs joués dans le championnat ;
5. en cas de nouvelle égalité, une rencontre supplémentaire aura lieu sur terrain neutre avec, éventuellement, l’épreuve des tirs au but.

Classement
| Rang | Équipe                 | Pts | J | G | N | P | Bp | Bc | Diff |
| ---- | ---------------------- | --- | - | - | - | - | -- | -- | ---- |
| 1    | Saint-Memmie Olympique | 8   | 2 | 2 | 0 | 0 | 8  | 1  | +7   |
| 2    | Stade quimpérois R     | 5   | 2 | 1 | 0 | 1 | 4  | 4  | 0    |
| 3    | FC Félines Saint-Cyr   | 2   | 2 | 0 | 0 | 2 | 4  | 10 | -6   |

|  | R Relégué de National 1A Pts points ; G victoires ; N match nuls ; P défaites Bp buts marqués ; Bc buts encaissés ; Diff différence de buts |

Résultats
| 1re journée | 1re journée            | 1re journée | 1re journée            |
| Date        | Club                   | Score       | Club                   |
| ----------- | ---------------------- | ----------- | ---------------------- |
| 23/05/1999  | Saint-Memmie Olympique | 2-0         | Stade quimpérois       |
| 2e journée  |                        |             |                        |
| Date        | Club                   | Score       | Club                   |
| 30/05/1999  | Stade quimpérois       | 4-2         | FC Félines Saint-Cyr   |
| 3e journée  |                        |             |                        |
| Date        | Club                   | Score       | Club                   |
| 06/06/1999  | FC Félines Saint-Cyr   | 1-6         | Saint-Memmie Olympique |

## Bilan de la saison
| Championnat de France féminin de football de deuxième division 1998-1999 |                                    |
| Champion                                                                 | Saint-Memmie Olympique (1er titre) |
| Promotions et relégations                                                |                                    |
| Promus en National 1A                                                    | FC Félines Saint-Cyr               |
| Promus en National 1A                                                    | Stade quimpérois                   |
| Promus en National 1A                                                    | Saint-Memmie Olympique             |
| Relégués en National 1B                                                  | CBOSL Football                     |
| Relégués en National 1B                                                  | AS Saint-Quentin                   |
| Relégués en National 1B                                                  | USO Bruay-la-Buissière             |